# Helgaud (Montreuil)
Helgaud († 926) war ein Graf von Montreuil im 9. und 10. Jahrhundert.
Er war vermutlich identisch mit dem namensgleichen Abt von Saint-Riquier, welcher dem 866 gestorbenen Welfen Rudolf, Bruder der Kaiserin Judith, in diesem Amt nachfolgte. Helgaud war 925 in den Kämpfen gegen die Normannen unter Rollo bei Eu involviert. Im Folgejahr kämpfte er an der Seite König Rudolfs gegen die Normannen des Ragenold vor Arras und wurde dabei getötet.
Helgaud hatte drei Söhne:
- Herluin († 13. Juli 945), Graf von Montreuil
- Erard, Herr von Ham
- Lambert († nach 945 gegen die Normannen gefallen)

## Quelle
- Flodoard von Reims, Annales, chronica et historiae aevi Saxonici, hrsg. von Georg Heinrich Pertz in MGH SS 3 (1839), S. 376